# Ellen Niit

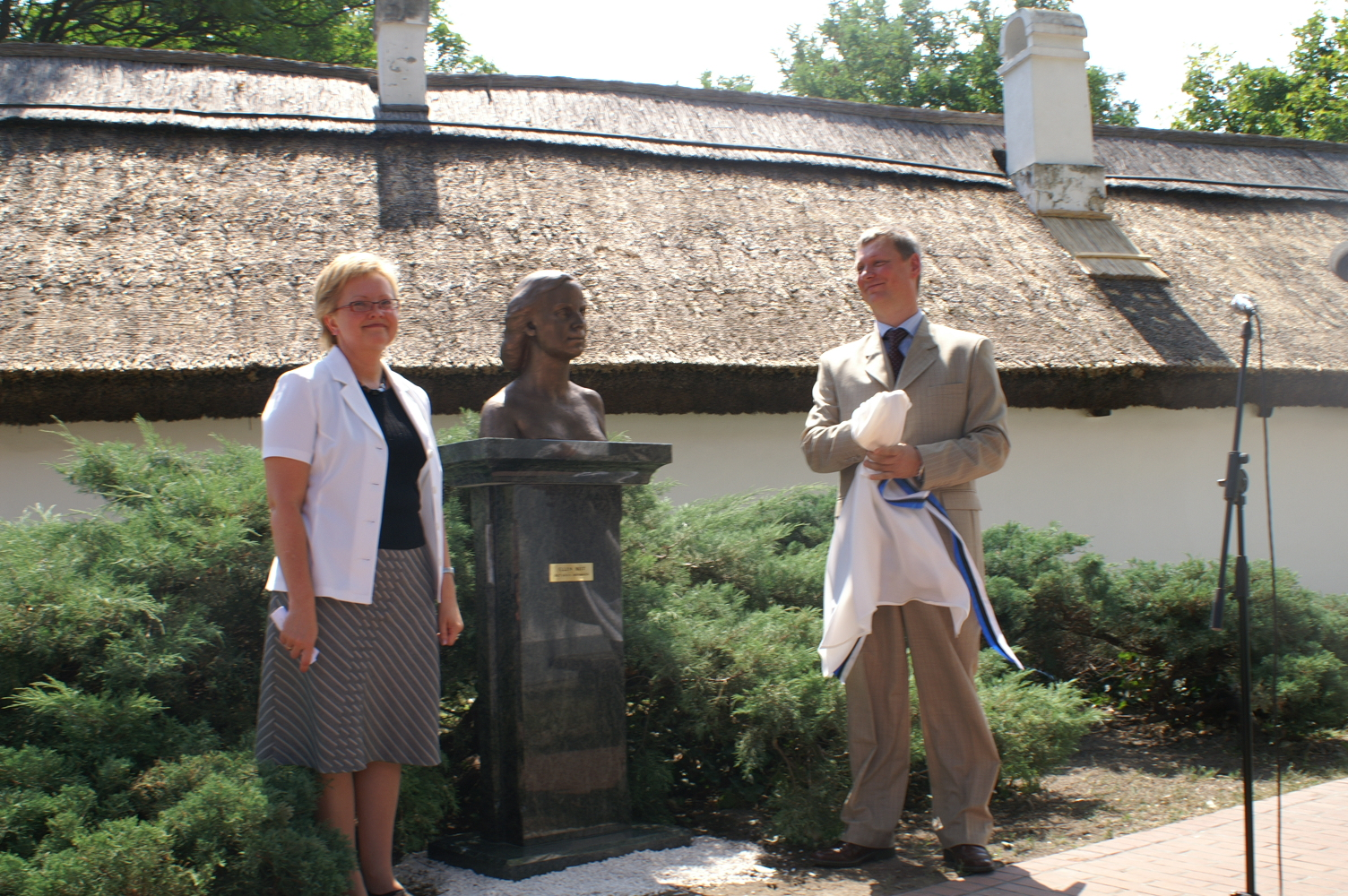
Odsłonięcie popiersia Ellen Niit w Kiskőrös na Węgrzech.

Ellen Niit (Ellen Hiob, 1949–1958 – Ellen Niit, od 1958 r. – Ellen Kross; ur. 13 lipca 1928 w Tallinnie, zm. 30 maja 2016 tamże) – estońska poetka, pisarka i tłumaczka.

## Życiorys
W latach 1938–1943 uczęszczała do szkoły w Tapa, a następnie do szkoły w Tallinnie. Studiowała na Uniwersytecie w Tartu język estoński i literaturoznawstwo (1947–1952), oraz literaturę dziecięcą (1952–1956). Pracowała m.in. w estońskiej telewizji, była scenarzystką filmową. Od roku 1963 stała się już niezależną pisarką i tłumaczką. Własne dzieła przekładała na niemiecki, z węgierskiego tłumaczyła np. twórczość Sándora Petőfiego, a z rosyjskiego – poezje Siergieja Jesienina.

### Życie prywatne
Od 1949 do 1958 roku była zamężna z estońskim literaturoznawcą Heldurem Niit (1928–2010), a następnie, od 1958 roku aż do śmierci męża, z estońskim pisarzem Jaanem Krossem. Miała czworo dzieci: Toomasa Niita (ur. 1953), Maarję Undusk (ur. 1959), Eerika-Niilesa Krossa (ur. 1967) oraz Martena Krossa (ur. 1970).

## Twórczość
Ellen Niit opublikowała siedem tomów wierszy, trzy tomy wierszy wybranych i dziewięć innych oraz sześć książek prozą dla dzieci. Jej książki dla dzieci były bardzo popularne w Polsce w czasach PRL-u. W „Pille-Riin” codzienność dziewczynki mieszkającej w Tallinnie przybliżała polskim czytelnikom Estonię, a podteksty anty-radzieckie były zrozumiałe z kolei dla dorosłych czytelników. Również „Opowiadania o wesołych bliźniętach” były chętnie czytane i doczekały się polskiego wznowienia w drugiej dekadzie XXI wieku.

### Poezja
- Maa on täis leidmist (1960)
- Linnuvoolija (1970)
- Karud saavad aru (1972)
- Oma olemine, turteltulemine (1979)
- Krõlliraamat (1979)
- Tere, tere lambatall! (1993)
- Veel ja veel Krõlliga maal ja veel (2002)
  - Midrimaa (1974)
  - Suur suislepapuu (1983)
  - Ühel viivul vikervalgel (1999)

### Proza
- Pille-Riini lood (1963)
- Jutt jänesepojast, kes ei tahtnud magama jääda (1967)
- Triinu ja Taavi jutud (1970)
- Triinu ja Taavi uued ja vanad lood (1977)
- Jänesepojaõhtu koos isaga (1982)
- Onu Ööbiku ööpäev (1998)

### Polskie przekłady
- Pille – Riin (tłum. Aarne Puu; tytuł oryginału: Pille-Riini lood)
- Opowiadania o wesołych bliźniętach (tłum.Teresa Kärmas; tytuł oryginału: Triinu ja Taavi uued ja vanad lood)